# Chorreras del Cabriel
El monumento natural Chorreras del Cabriel es un espacio natural español ubicado en la provincia de Cuenca, en torno al susodicho río.

## Descripción
Las Chorreras del río Cabriel es un enclave natural situado en la provincia de Cuenca, entre los términos municipales de Enguídanos y Víllora, notable por sus formaciones tobáceas. Las Chorreras se encuentran en el cauce del río Cabriel, en un tramo de 2,5 km entre la presa de Víllora y la confluencia con el río Guadazaón. Este tramo contiene un conjunto de saltos de agua, cascadas, cuevas laterales, pozas y gargantas, e incluye un edificio tobáceo cuaternario sobre un lecho de calizas jurásicas de gran interés geológico. Por la magnitud de sus depósitos carbonatados, se considera el cuarto sistema fluviolacustre cuaternario más importante de la península ibérica. De las tres unidades morfosedimentarias presentes en la zona, destaca una superficie escalonada de 1000 m con estromatolitos aún funcionales parcialmente, que son únicos en la península ibérica por la variedad y abundancia de improntas de restos vegetales, la potencia de laminaciones (de hasta 4 m) y la diversa tipología de bandeados.

## Estatus de protección
El espacio natural, que cuenta una superficie de 264,4076 ha, fue declarado monumento natural el 18 de junio de 2019, mediante un decreto publicado el 1 de julio de ese mismo año en el Diario Oficial de Castilla-La Mancha con la rúbrica del presidente de la comunidad autónoma, Emiliano García-Page, y del consejero de Agricultura, Medio Ambiente y Desarrollo Rural, Francisco Martínez Arroyo.
Algunos de los elementos del espacio, como el cañón fluvial, las cascadas naturales, los edificios tobáceos y las construcciones estromatolíticas, están incluidos en el Catálogo de hábitats y elementos geomorfológicos de protección especial en Castilla-La Mancha. Su interés científico motivó su inclusión en el Inventario Español de Lugares de Interés Geológico para el dominio geológico de la Cordillera Ibérica con el código IELIG IB142.

## Flora
Se da la presencia de comunidades vegetales ligadas a los cauces tanto del río Cabriel como del Guadazaón, que se unen dentro del espacio. La vegetación riparia está dominada en una primera banda por alamedas blancas y en menor medida por saucedas arbóreas. En los tramos de aguas más bravas dominan las saucedas arbustivas.
La vegetación acuática se compone principalmente de comunidades de los géneros Chara y Potamogeton así como formaciones de berro (Rorippa nasturtium-aquaticum) y apio (Apium nodiflorum). En algunas riberas aparecen retazos de prados higrófilos de Molinia caerulea mezclados con comunidades de rezumaderos carbonatados de Schoenus nigricans y paredones rezumantes sobre tobas. Igualmente, en zonas húmedas, pero no tan bien conservadas, se observan juncales de junco churrero (Scirpus holoschoenus).
Entre la vegetación no ligada a medios húmedos destacan los pinares de pino carrasco (Pinus halepensis) y los encinares basófilos (Quercus ilex subsp. ballota), que se entremezclan con diversos matorrales basófilos (coscojares, aliagares, tomillares, romerales, etc.). En las zonas rocosas expuestas, con suelos muy poco desarrollados y orientados al sur, dominan los sabinares negros (Juniperus phoenicea), en las zonas umbrosas aparecen retazos de bojedas (Buxus sempervirens), y en las zonas más o menos llanas y alteradas con suelos profundos dominan los retamares (Retama sphaerocarpa) como etapa de sustitución de los encinares basófilos. Otros elementos asociados a encinares y pinares de pino carrasco son los pastizales anuales basófilos y los espartales de Stipa tenacissima. Sobre afloramientos de yesos se observan pequeñas representaciones de comunidades gipsícolas y en los paredones calcáreos generados por el encañonamiento de los cursos fluviales aparecen comunidades rupícolas basófilas especializadas en estos medios tan inhóspitos.
En cuanto a especies de flora incluidas en el Catálogo Regional de Especies Amenazadas de Castilla-La Mancha se presentan en el espacio una especie “vulnerable” –el fresno de flor (Fraxinus ornus)– y nueve de “interés especial”: árboles y arbustos como el arce de Montpellier (Acer monspessulanum), madroño (Arbutus unedo), avellano (Corylus avellana), cerezo de Santa Lucía (Prunus mahaleb), durillo (Viburnum tinus), una especie de madreselva (Lonicera splendida) y tres orquídeas (Dactylorhiza elata, Epipactis palustris, Spiranthes aestivalis).
En la ribera tanto del río Guadazaón como del Cabriel se han observado especies alóctonas procedentes principalmente del ajardinamiento del antiguo poblado de la central hidroeléctrica: acacia de tres espinas (Gleditsia triacanthos), ailanto (Ailanthus altissima), árbol del paraíso (Eleagnos angustifolia), arce negundo (Acer negundo), caña (Arundo donax), cedro (Cedrus spp.), cerezo (Prunus avium), ciprés (Cupressus sp.), falsa acacia (Robinia pseudoacacia), laurel (Laurus nobilis), laurel cerezo (Prunus laurocerasus), lirio común (Iris germanica), nogal (Juglans regia), palmeras (distintas especies) y plátano de sombra (Platanus x hispanica). De ellas el ailanto está incluido en el Catálogo Español de Especies Exóticas Invasoras. Otras, como el laurel cerezo, tienen un gran desarrollo vegetativo e incluso germinación de semillas gracias a las condiciones de temperatura y humedad de la ribera, comportándose en dichas condiciones como invasoras.

## Fauna
Con respecto a la fauna, las especies de peces que habitan los tramos de los ríos Cabriel y Guadazaón son la trucha común (Salmo trutta), el barbo mediterráneo (Barbus guiraonis), el cacho (Squalius valentinus), la boga del Tajo (Pseudochondrostoma polylepis, exótica en la cuenca), el gobio (Gobio lozanoi, probablemente exótico en la cuenca del Júcar) y el alburno (Alburnus alburnus, especie exótica invasora). El blenio o fraile (Salaria fluviatilis, “vulnerable” en el Catálogo Regional) se encuentra también dentro de los límites del espacio natural, aguas abajo de las Chorreras. Asimismo, no se puede descartar la presencia de loina del Júcar (Parachondrostoma arrigonis, “en peligro de extinción”) ni la de la bermejuela (Achondrostoma arcasii, “interés especial”).
La herpetofauna está integrada por anfibios como la rana común (Pelophylax perezi) y el sapo común y corredor (Bufo spinosus, Epidalea calamita), y reptiles incluyendo lagartija colilarga y cenicienta (Psammodromus algirus, P. hispanicus), lagarto ocelado (Timon lepidus) y varias especies de culebras: culebra viperina (Natrix maura), de escalera (Rinachis scalaris), bastarda (Malpolon monspessulanus) y de herradura (Hemorrhois hippocrepis). Excepto la rana común, todas estas especies están incluidas en el Catálogo Regional de Especies Amenazadas en categoría de “interés especial”.
Entre los mamíferos, cabe destacar por su relación con el medio acuático la nutria europea (Lutra lutra) y la rata de agua (Arvicola sapidus), incluidas en el Catálogo Regional de Especies Amenazadas en categoría “vulnerable” y “de interés especial” respectivamente, y la recientemente detectada presencia del visón americano (Neovison vison), especie exótica invasora.
En cuanto a las aves, en este tramo del río Cabriel habitan el mirlo acuático (Cinclus cinclus) y el martín pescador (Alcedo atthis), y en los cortados calizos anida el halcón peregrino (Falco peregrinus) y el roquero solitario (Monticola solitarius); todas ellas en categoría “vulnerable” en el Catálogo Regional salvo el roquero solitario (“interés especial”).
Finalmente, entre los invertebrados asociados al medio acuático se ha detectado la presencia de una libélula incluida en el Catálogo Regional Onychogomphus uncatus (“interés especial”) y de otra especie de odonato amenazada, Gomphus simillimus, con categoría “vulnerable” en la Lista Roja de Invertebrados de España. Las especies de cangrejos presentes son exóticas invasoras: el cangrejo rojo (Procamburus clarkii) y el cangrejo señal (Pacifastacus leniusculus).